# تریل (مینه‌سوتا)
تریل، مینه‌سوتا (به انگلیسی: Trail, Minnesota) یک شهر در ایالات متحده آمریکا است که در شهرستان پولک واقع شده‌است.

## خصوصیات
تریل ۲٫۵۶ کیلومترمربع مساحت و ۴۶ نفر جمعیت دارد و ۳۶۹ متر بالاتر از سطح دریا واقع شده‌است.